# Komi nyelv
A komi nyelv vagy zürjén nyelv (saját nyelvükön: коми кыв – komi kyv; más forrásokban komi-zürjén) az uráli nyelvcsalád finnugor nyelveinek egyik tagja. Főként a Komi Köztársaságban és környékén beszélik, de Észak-Európában és Észak-Szibériában közvetítőnyelvként is használatban volt (elsősorban a hantik, manysik, nyenyecek között). Legközelebbi rokona a komi-permják nyelv és az udmurt nyelv. A komi beszélőinek száma 2002-ben 311 600 fő volt (a komi-permják beszélőkkel együtt – 217 316 komi és 94 328 komi-permják volt Oroszországban.)
A nyelv az ópermi nyelvből származik, a 14. században elsősorban a liturgia nyelveként használták, saját írással (abur) rendelkezett. A 17. században áttértek a cirill írásra, amit – egy rövid latin írású időszakot kivéve – még ma is használnak. A 19. századra datálható a modern komi irodalom kezdete.
A nyelvnek tíz nyelvjárása (Dobó Attilánál 14) van, melyek közül a prisziktivkari – azaz a főváros, Sziktivkar környéki – a hivatalos nyelv alapja. A nyelvjárások közötti különbségek az l és v fonéma, valamint a palatális d és t  használatának különbségeiből adódnak.

## Ábécé
A komi leírására először a 14. századi ópermi (abur) írást alkalmazták, melyet Permi Szent István alkotott meg. Ezzel a magyar után a komi nyelvnek van a legidősebb írásbelisége a finnugor nyelvek között.

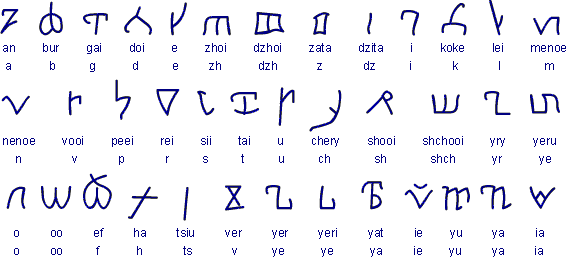
Az ópermi (abur) írás betűi

Ábécéje:

## Hangtan
A komiban 33 fonéma van, ezek közül 26 mássalhangzó és 6 magánhangzó. Jellemző a zöngés-zöngétlen explozíva-, affrikáta-, és spiránspárok megléte, a nyolc mássalhangzópárt érintő palatális-palatizálatlan szembenállás, és a zöngés–zöngétlen párt alkotó alveoláris és palatális affrikáták megléte. Hosszú mássalhangzó vagy magánhangzó, illetve két mássalhangzó vagy magánhangzó egymás mellett csak morfémahatáron fordul elő.
A komi zürjén nyelvjárásában a szóhangsúly szabad, bár általában az első szótagra esik. (A rokon komi-permják nyelvben ezzel szemben a hangsúly helyét a tőbeli magánhangzók minősége határozza meg.) Minél délebbre haladunk, annál jellemzőbb a hangsúly morfologizálódása.
A permi nyelveket jellemző szó végi, magánhangzókat is érintő lekopás eredményeként az urál kori, eredetileg kétszótagos szavak gyakran egyszótagossá váltak: va 'víz, mun- 'megy'.
|                     | Labiális | Labiális | Dentális | Dentális | Dentális, palatalizált | Dentális, palatalizált | Alveoláris | Alveoláris | Palato-veláris | Palato-veláris |
| Zgtlen              | Zöngés   | Zgtlen   | Zöngés   | Zgtlen   | Zöngés                 | Zgtlen                 | Zöngés     | Zgtlen     | Zöngés         |                |
| ------------------- | -------- | -------- | -------- | -------- | ---------------------- | ---------------------- | ---------- | ---------- | -------------- | -------------- |
| Explozíva           | p        | b        | t        | d        | t̡                      | d̡                      |            |            | k              | g              |
| Spiráns             |          | v        | s        | z        | s̡                      | z̡                      | ʃ          | ʒ          |                | j              |
| Affrikáta           |          |          |          |          | t͡ʃ                     | d͡ʑ                     | t͡ɕ         | d͡ʒ         |                |                |
| Nazális             |          | m        |          | n        |                        | ɲ                      |            |            |                |                |
| Likvida – laterális |          |          |          | l        |                        | ʎ                      |            |            |                |                |
| Likvida – tremuláns |          |          |          |          |                        |                        |            | r          |                |                |

## Mondattan
A mondatrészek sorrendje meglehetősen szabad. Gyakoriak az igeneves szerkezetek, amelyek átalakíthatóak alárendelő mellékmondatos struktúrákká. A mellérendelő mondatok kötőszavait – minthogy e mondatfajta új jelenség – a nyelv az oroszból kölcsönözte.

## Szókincs

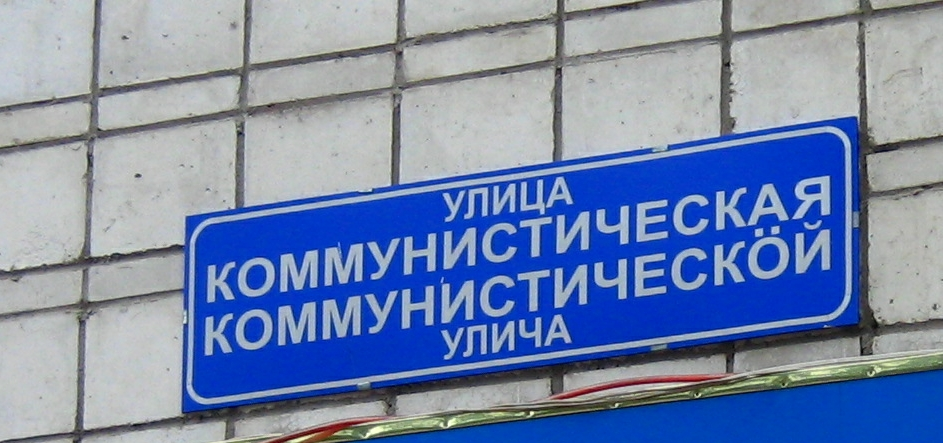
Kétnyelvű utcatábla, felül orosz, alul komi felirattal

### A komi és azudmurt nyelvközötti eltérések
A komi és a legközelebbi rokon nyelve, az udmurt között van néhány szabályos különbség, melynek ismerete megkönnyíti, hogy megértsék a másik nyelvet.
- A komi szóbelseji vagy szó végi -v- az udmurtban -l-:

komi кыв [kɨv] – udm. кыл [kɨl]  "nyelv"
komi ныв [nɨv] – udm. ныл [nɨl] "lány"
komi ньӧв [ɲʌv] – udm. ньӧл [ɲʌl] "nyíl"
komi пӧв [pʌv] – udm. пал [pal] "fél (db)"
Ez a komi -v- magánhangzóval kezdődő rag előtt -l--lé változik:
вӧв [vʌv] – udm. вӧлӧн [vʌlʌn] "ló" – "lóval"
тӧв [tʌv] – тӧлӧдз [tʌlʌdz] "tél" – "télig"
- A komi egy o-zó nyelv, míg az udmurt u-zó:

komi овны [ovnɨ] – udm. улыны [ulɨnɨ] "élni"
komi морт [mort] – udm. мурт [murt] "ember"
komi лов [lov] – udm. лул [lul] "lélek"
- Az udmurt e és o általában ӧ a komiban:

komi мӧлӧт [mʌlʌt] – udm. молот [molot] "kalapács"
komi тӧв [tʌv] – udm. тол [tol] "tél"
komi бӧр [bʌr] – udm. бер [бер] "hátsó rész"

### A komi és a magyar nyelv közötti rokonság
Mintegy kétszáz olyan szó van, melyek a közös örökségről árulkodnak a két nyelvben. Bár már több mint 2-3000 éve váltak szét a két nyelv beszélői, a komi nyelv néha még "magyarosnak" hangzik:
мунны колӧ [munnɨ kolʌ] – menni kell
тӧлын [tʌlɨn] – télen
вит пи олӧ [vit pi olʌ] – öt fiú él
моньыд корсьӧ [moɲɨd kors̡ʌ] – menyed keresi

### A komi nyelv orosz szókészlete
A komi nyelv számos orosz jövevényszót tartalmaz, melyek mellett megtalálhatók azok komi megfelelői is, de ezek a komi alakok általában csak a komi irodalmi szövegekben fordulnak elő, a hétköznapi szóhasználatban régiesnek hatnak. Az orosz любов "szerelem" szót inkább használják, a komi мусукасьӧм [musukas̡ʌm] helyett.

## Külső hivatkozások
- Kisebb finnugor nyelvek elektronikus könyvtára – könyvek, szövegek komiul, udmurtul, hantiul stb.
- Komi nyelvű nyelvtan röviden
- Komi nyelvtan (4 részes)
- Komi irodalmi szövegek
- http://www.nytud.hu/nyk/102/redeimellerend.pdf Rédei Károly: Mellé és alárendelő kötőszavak a zürjénben (cikk)
- A komi irodalomról oroszul
- komikról
- http://finnotka.nytud.hu – {komi-permják, komi-zürjén}–{magyar, finn, orosz, angol} szótárak